# Montespertoli
Montespertoli is een gemeente in de Italiaanse provincie Florence (regio Toscane) en telt 12.195 inwoners (31-12-2004). De oppervlakte bedraagt 125,0 km², de bevolkingsdichtheid is 98 inwoners per km².
De volgende frazioni maken deel uit van de gemeente: Montagnana, Baccaiano, Martignana, Ortimino, Montegufoni, San Quirico, Lucardo, San Pancrazio, Anselmo.

## Demografie
Montespertoli telt ongeveer 4648 huishoudens. Het aantal inwoners steeg in de periode 1991-2001 met 20,4% volgens cijfers uit de tienjaarlijkse volkstellingen van ISTAT.
| Jaar | Inwoneraantal |
| ---- | ------------- |
| 1991 | 9432          |
| 2001 | 11.354        |

## Geografie
De gemeente ligt op ongeveer 257 m boven zeeniveau.
Montespertoli grenst aan de volgende gemeenten: Barberino Val d'Elsa, Castelfiorentino, Certaldo, Empoli, Lastra a Signa, Montelupo Fiorentino, San Casciano in Val di Pesa, Scandicci, Tavarnelle Val di Pesa.